# Martijn Bosman (drummer)
Martijn Bosman (8 oktober 1966) is een Nederlands drummer, acteur, zanger, producer, diskjockey en presentator. Hij is als presentator vooral bekend door zijn werk bij Supernick, als de diskjockey en presentator van de verschillende onderdelen. Bosman werkt als drummer met bekende artiesten en groepen, waaronder Gotcha!, Guus Meeuwis, Loïs Lane, Venice, Ricky Koole en Kane.

## Filmografie
- Van Speijk (2006)
- The Gas Station (2000)
- The Summer of My Deflowering (2000)
- Westenwind (1999)
- Vet Heftig - de video (1997)